# Lettische Musikakademie Jāzeps Vītols
Die Lettische Musikakademie Jāzeps Vītols (lettisch: Jāzepa Vītola Latvijas Mūzikas akadēmija) ist eine 1919 gegründete Musikhochschule in der lettischen Hauptstadt Riga. Sie ist nach ihrem Gründer und ersten Rektor, dem lettischen Komponisten Jāzeps Vītols, benannt.

## Rektoren
- Jāzeps Vītols (1919–1935, 1937–1944)
- Pēteris Pauls Jozuus (1935–1937)
- Alfrēds Kalniņš (1944–1948)
- Jēkabs Mediņš (1948–1950)
- Jānis Ozoliņš (1951–1977)
- Imants Kokars (1977–1990)
- Juris Karlsons (1990–2007)
- Artis Sīmanis (2007–2017)
- Guntars Prānis (2017–2024)
- Ilona Meija (seit 2024)

## Alumni
Zu den bekanntesten Absolventen der Lettischen Musikakademie zählen:
- Iveta Apkalna, Organistin
- Aleksandrs Antoņenko, Opernsänger (Tenor)
- Mārtiņš Brauns, Komponist
- Anna Chen, Opernsängerin (Sopran)
- Elīna Garanča, Opernsängerin (Sopran)
- Lūcija Garūta, Pianistin, Komponistin und Dichterin
- Jānis Ivanovs, Komponist
- Olga Jegunova, Pianistin
- Inga Kalna, Opernsängerin (Sopran)
- Imants Kalniņš, Komponist
- Jānis Kalniņš, Komponist
- Romualds Kalsons, Komponist
- Gidon Kremer, Violinist
- Līga Liepiņa, Theater- und Filmschauspielerin
- Arturs Maskats, Komponist
- Kristīne Opolais, Opernsängerin (Sopran)
- Andris Poga, Dirigent
- Dzidra Ritenberga, Schauspielerin und Regisseurin
- Ādolfs Skulte, Komponist
- Bruno Skulte, Komponist, Dirigent und Organist
- Pēteris Vasks, Komponist
- Leonīds Vīgners, Komponist, Dirigent und Chorleiter
- Kārlis Zariņš, Opernsänger (Tenor)
- Agnese Zeltiņa, Schauspielerin